# Correos (metrostation)

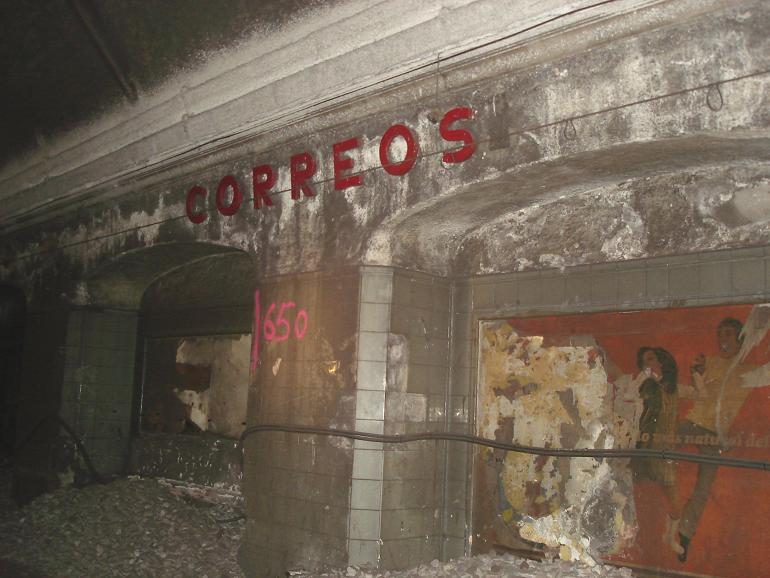
Station Correos

Correos (Spaans) of Correus (Catalaans) is een voormalig station van de metro van Barcelona. Het lag onder de straat Via Laietana, bij het postkantoor.
Dit station opende in 1934 en maakte deel uit van een gedeelte van lijn 3. Dit gedeelte maakt tegenwoordig deel uit van lijn 4 maar werd in 1972 afgebroken zodat de lijn kon uitbreiden naar La Barceloneta. Samen met Banco is het een van de twee station aan Via Laietana die verdwenen zijn.